# Dagmara (księżniczka Danii)
Dagmara Ludwika Elżbieta, księżniczka Danii (ur. 23 maja 1890 w Charlottenlund, zm. 11 października 1961 w Kongstedlundzie, Półwysep Jutlandzki) – duńska księżniczka, najmłodsza córka króla Danii Fryderyka VIII (1843-1912) i królowej Lovisy (1851-1926).
Imię otrzymała po ciotce, Dagmarze, późniejszej cesarzowej Rosji jako Maria Fiodorowna (1847-1928). W dniu 23 listopada 1922 poślubiła Jørgena Castenskiolda, z którym miała czworo dzieci:
- Carl Frederik Anton Jørgen Castenskiold (1923-2006);
- Christian Ludwig Gustav Fritz Castenskiold (ur. 1926);
- Jørgen Frederik Aage Erik Helge Castenskiold (1928-1964);
- Dagmar Castenskiold (1930-2013).